# مارلون
مارلون سانتوس داسیلوا باربوسا (پرتغالی: Marlon Santos da Silva Barbosa؛ زادهٔ ۷ سپتامبر ۱۹۹۵) که به صورت ساده با نام مارلون می‌شود، بازیکن فوتبال اهل برزیل است که در پست مدافع میانی برای مونتسا در سری آ بازی می‌کند.
از باشگاه‌هایی که در آن بازی کرده‌است می‌توان به فلومیننزه، نیس و ساسوئولو اشاره کرد.